# ML (langage)
ML (contraction de Meta Language) est un langage de programmation généraliste fonctionnel.

## Histoire
ML fut initialement développé par Robin Milner et d'autres personnes dans les années 1970 à l'université d'Édimbourg, pour le système de preuves formelles Logic for Computable Functions (en) (LCF). R. Milner rencontrait des difficultés avec le système de typage de Lisp qui permettait de « prouver » des assertions fausses.
ML est un langage fonctionnel impur : il est possible de programmer en impératif. En conséquence, les fonctions peuvent être sujettes à des effets secondaires non désirés (dits « effets de bord »), contrairement à des langages purement fonctionnels comme Haskell.
ML a été standardisé en 1983, puis révisé en 1997 ; le langage résultant s'appelle Standard ML (SML), et a été notamment implémenté dans Standard ML of New Jersey (SML/NJ). En parallèle, des équipes françaises ont développé Caml, dont la popularité dans la communauté ML internationale est maintenant très grande.
Le typage de ML a été étendu avec du polymorphisme de première classe présent dans le système F de Jean-Yves Girard grâce à la thèse de Didier Le Botlan et à Didier Rémy au début des années 2000. On parle alors de MLF. Cette extension du typage était un problème posé depuis 1980. Aujourd'hui, ce langage est de plus en plus simplifié.

## Fonctionnalités
Les fonctionnalités de ML incluent :
- une gestion de mémoire automatique, généralement par un ramasse-miettes ;
- un typage statique fort et polymorphe : le transtypage (cast en C) implicite est strictement interdit, ce qui supprime un grand nombre de bogues possibles. Le système de types évolué offert par le langage permet de définir précisément les types et les opérations autorisées sur les types et les structures de données. Il est possible de définir des fonctions génériques et d'écrire des fonctions qui prennent d'autres fonctions en paramètres (Fonctions Dites D'ordre Supérieur). Ce système peut être vu comme une variante (plus expressive) de la généricité dans les langages impératifs (C, Cobol, Pascal, etc.) ;
- l'inférence de types : il n'est nullement nécessaire de déclarer le type des variables. Le compilateur est capable de le détecter de façon non ambiguë grâce au contexte d'utilisation. Cela rend le code plus succinct et améliore la lisibilité ;
- des types de données algébriques : on peut définir de nouvelles structures de données et les combiner de manière hiérarchique ;
- le filtrage par motif en anglais : pattern matching : c'est la possibilité de décomposer un type de donnée algébrique en ses différentes formes et de proposer un branchement pour chacune d'elles. Ce processus est plus ou moins comparable à l'identification de type à l'exécution dans d'autres langages. Il est résolu statiquement en ML– et ne pénalise donc pas les performances à l'exécution du programme ;
- un système puissant de modules (appelés : structures) et d'interfaces (appelées : signatures). Les structures peuvent être paramétrées (on parle alors de foncteurs) et avoir plusieurs signatures, et vice-versa. Le paramétrage évoque les « templates » de C++ ou les « generic » d'Ada ou de Modula-3, à la différence près que le typage est complètement vérifié à la compilation ;
- un système de gestion d'exceptions.

D'autres avantages du ML sont :
- une grande sûreté (well-typed programs can't go wrong ; en français : les programmes bien typés ne peuvent pas planter - Avec un jeu de mots, Well-typed pouvant aussi signifier "bien tapé [au clavier]") ;
- une syntaxe compacte qui s'inspire de la notation mathématique, tout en restant lisible ;
- une rapidité d'exécution souvent comparable à C++, surtout dans la version OCaml.

Les points forts de ML le rendent particulièrement apte à l'écriture de langages, de compilateurs et de systèmes de preuve formelle.

## Implémentations
Les principales implémentations sont le Standard ML et OCaml :
- Standard ML
- SML of New Jersey (Bell Laboratories, Princeton University, Yale University, AT&T Research)
- Moscow ML
- MLton (NEC Research Labs) : un compilateur optimisant extrêmement robuste et efficace
- Poly/ML
- Concurrent ML

OCaml (INRIA) ne suit pas le standard SML mais est plutôt une évolution orientée objet de ML. Ce langage se caractérise par un compilateur produisant des programmes disposant d'une très grande rapidité d'exécution ainsi qu'une bibliothèque importante. Les développeurs et les utilisateurs forment une communauté très active pour un langage issu de la recherche.
OCaml a servi de base pour le développement du langage F# sur la plate-forme .NET de Microsoft.